# Generali Open 2001
Generali Open 2001 — тенісний турнір, що проходив на кортах з твердим покриттям у місті Кіцбюель, Австрія з 23 липня . Належав до категорії ATP International Series Gold, був турніром серії Austrian Open Kitzbühel 2001 року.

## Фінальна частина

### Одиночний розряд
Ніколас Лапентті —  Альберт Коста 1–6, 6–4, 7–5, 7–5

### Парний розряд
Алекс Корретха /  Луїс Лобо —  Сімон Аспелін /  Ендрю Кратцманн 6–1, 6–4